# SN 2004ce
SN 2004ce – supernowa typu Ia odkryta 14 maja 2004 roku w galaktyce A135445-1214. W momencie odkrycia miała maksymalną jasność 22,80m.